# Nemesdéd
Nemesdéd is een plaats (község) en gemeente in het Hongaarse comitaat Somogy. Nemesdéd telt 756 inwoners (2001).